# انفراج دولي

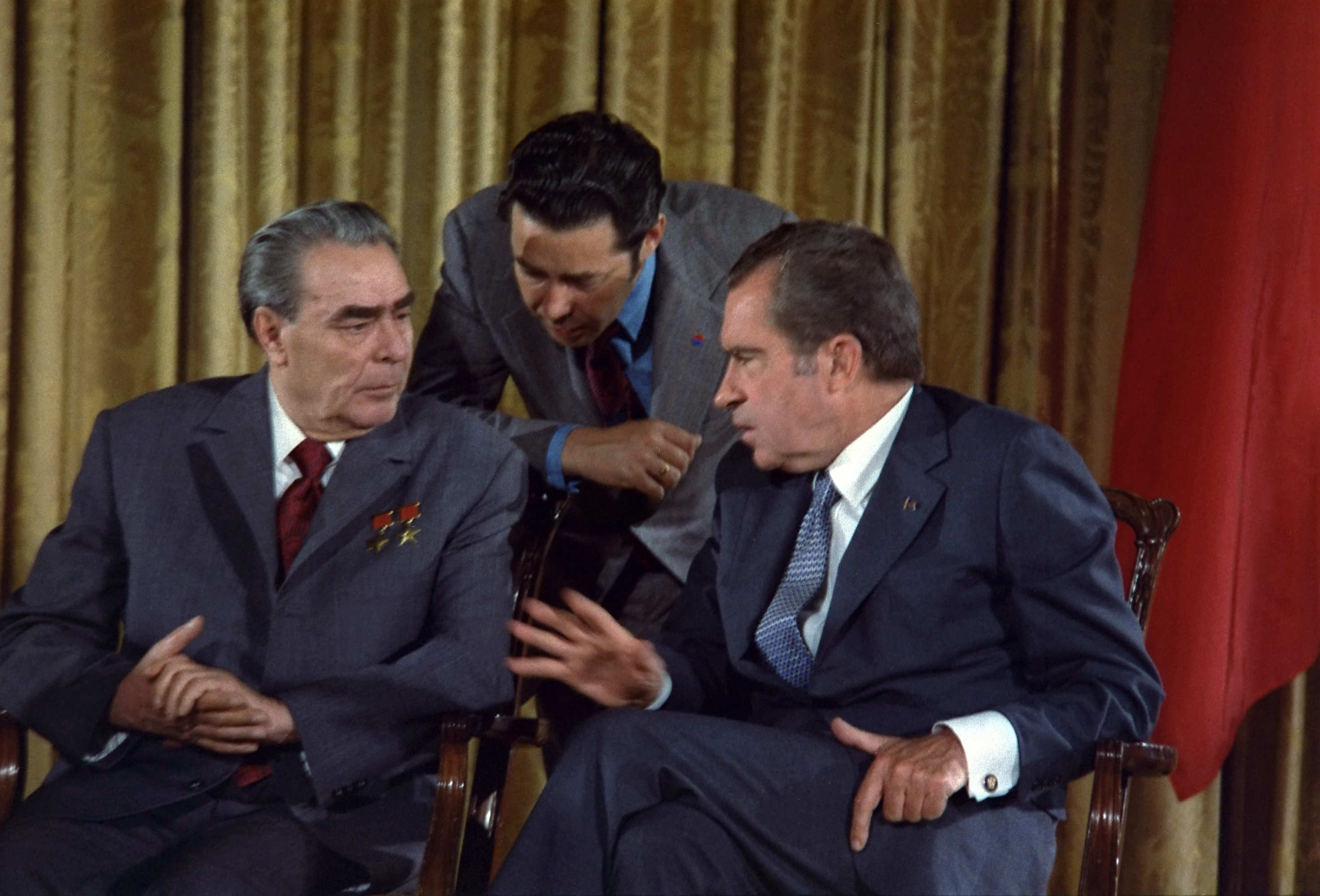

الانفراج الدولي (بالفرنسية: détente) هو التحسن الملحوظ في العلاقات الدولية وإبعاد شبح الحرب، أو هي السياسة التي اتبعتها المعسكرات بعد انتهاء أزمات الحرب الباردة خاصة بعد الستينات للتخلص من شدة الضيق الذي وصل إليه العالم.